# Strandslamfluga
Strandslamfluga (Eristalis anthophorina) är en tvåvingeart som först beskrevs av Fallen 1817.  Strandslamfluga ingår i släktet slamflugor, och familjen blomflugor. Arten är reproducerande i Sverige. Inga underarter finns listade i Catalogue of Life.